# بافل زفاديل
بافل زفاديل (بالتشيكية: Pavel Zavadil)‏ (30 أبريل 1978 بأولوموتس في التشيك - ) هو لاعب كرة قدم تشيكي في مركز الوسط. لعب مع أريس تسالونيكي وبانيك أوسترافا وزبرويوفكا برنو وسبارتا براغ ومكابي حيفا ونادي أورغريته و1. FK Drnovice ‏ ونادي بريبرام ونادي أوسترس وMjällby AIF ‏.

## وصلات خارجية
- بافل زفاديل على موقع اتحاد السويد (السويدية)
- بافل زفاديل على موقع قاعدة بيانات كرة القدم.إي يو (الإنجليزية)
- بافل زفاديل على موقع Soccerway.com (الإنجليزية)
- بافل زفاديل على موقع عالم كرة القدم.نت (الإنجليزية)